# Gizem Giraygil
Gizem Giraygil (Ankara, 28 de maig de 1986) és una jugadora de voleibol turca. En la seva carrera professional, va jugar pel Beşiktaş, Fenerbahçe SK, MKE Ankaragücü, İller Bankası, i Lokomotiv Bakü de l'Azerbaidjan abans de anar al Nilüfer Belediyespor, un equip turc de voleibol femení a Bursa. També juga per la selecció nacional de Turquia.